# Вилате (Торино)
Вилате је насеље у Италији у округу Торино, региону Пијемонт.
Према процени из 2011. у насељу је живело 375 становника. Насеље се налази на надморској висини од 309 м.